# Louis de Bourbon, greve de Vermandois
Louis de Bourbon, Légitimé de France, greve de Vermandois, född 1667, död 1683, var en fransk adelsman. Han var son till kung Ludvig XIV av Frankrike och Louise de La Vallière.
Han blev legitimerad av kungen 1669 och fick då status som Légitimé de France, sin fars efternamn, titeln greve och tilltalet Ers Höghet. Han förvisades från hovet 1682 sedan han ertappats som medlem av en homosexuell klubb och troddes ha varit sexuellt involverad med Chevalier de Lorraine. 